# Famille von Eisenhart
La famille von Eisenhart ou Eisenhart-Rothe sont les noms d'une famille noble de Brandebourg. La lignée directe commence avec Johann Christoph Eisenhart (né en 1706), propriétaire terrien à Buckow et fonctionnaire royal prussien à Beeskow.

## Élévations de rang
- Anoblissement prussien avec amélioration des armoiries le 2 octobre 1786 à Berlin pour Johann Friedrich Eisenhart (1733-1804), propriétaire foncier à Bahrensdorf près de Beeskow, conseiller de guerre royal prussien et rentier de la caisse de l'artillerie générale, plus tard président de la police et de la ville de Berlin[1]
- Autorisation prussienne d'adopter le nom "von Eisenhart-Rothe" par le plus haut ordre du cabinet le 18 février 1835 à Berlin pour les frères Ferdinand (né en 1815), Friedrich (né en 1818) et Sigismund von Eisenhart (né en 1822), fils du major général prussien Friedrich von Eisenhart (1769-1839) et de son épouse Beate Charlotte Helene von Rothe (née le 28 mai 1788 à Neuenhagen et morte le 18 août 1846 à Lietzow)[2].

## Armoiries "Eisenhart"

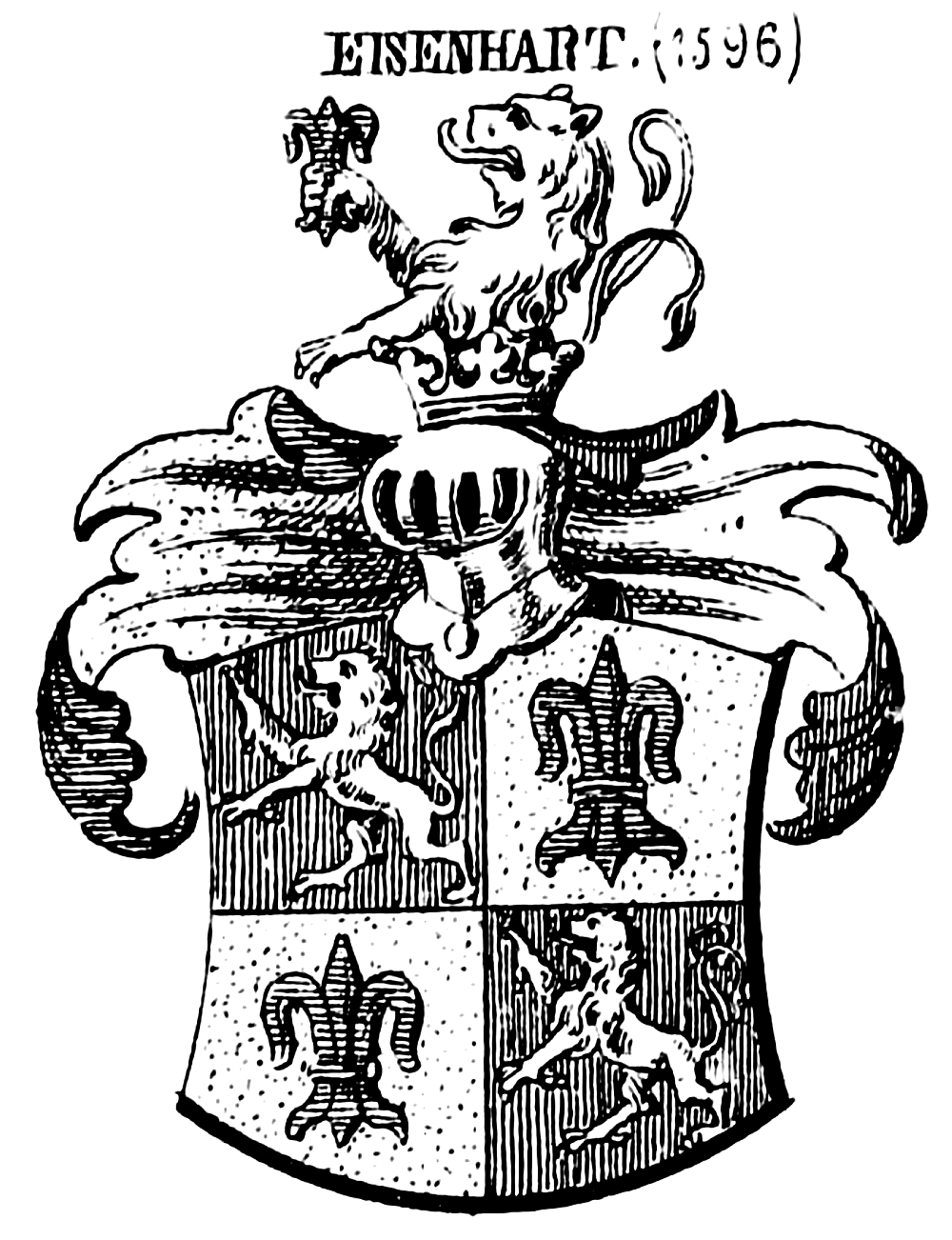
Armoiries de la famille von Eisenhart de 1596

Ces armoiries de 1786 sont identiques à celles de Lukas Eisenhart, qui a reçu le 9 octobre 1582 à Vienne la lettre héréditaire des armoiries autrichiennes et a été anobli le 9 juillet 1596 à Prague avec amélioration des armoiries :
Écartelé, 1 et 4 en rouge un lion d'argent à deux queues, 2 et 3 en or un lys bleu. Sur le casque avec lambrequins bleu-or à droite et rouge-argent à gauche, un lion argenté à deux queues avec un lys bleu dans la patte gauche poussant entre un vol noir ouvert.

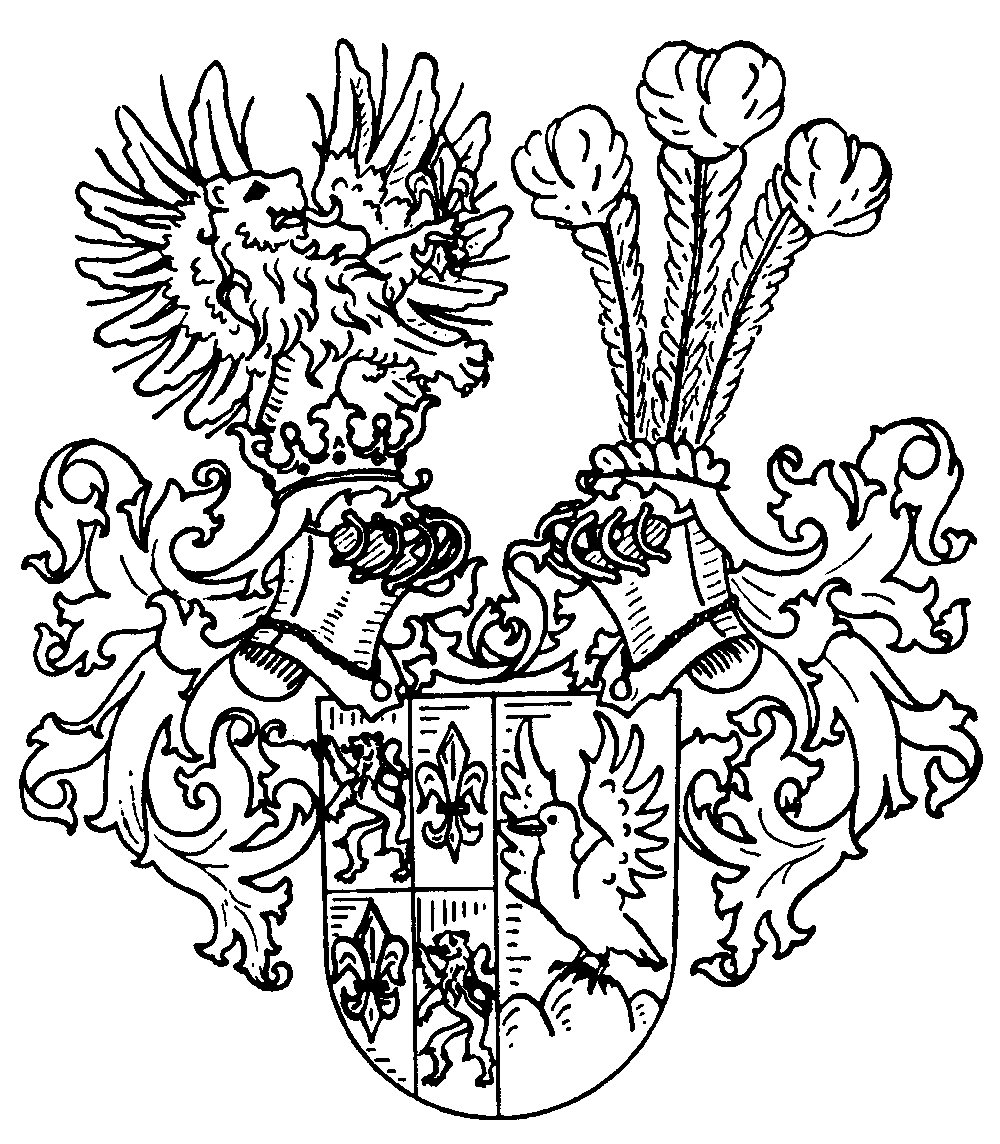
Armoiries de ceux d'Eisenhart-Rothe

## Armoiries "Eisenhart-Rothe"
Coupé en deux. Écartelé à droite, aux 1 et 4 de gueules au lion d'argent à deux queues, aux 2 et 3 d'or à la fleur de lys d'azur (armoiries ancestrales). À gauche, en argent sur un mont à trois coupeaux (de) rouge, un corbeau (de) noir prêt à voler (armoiries « Rothe »). deux casques; à droite avec des lambrequins bleus et dorés à droite et rouges et argentés à gauche, un lion d'argent à deux queues avec un lys bleu dans sa patte gauche poussant entre un vol noir ouvert (armoiries ancestrales); à gauche avec des lambrequins noirs et argentés trois (argent, rouge, argent) plumes d'autruche (de) (armoiries "Rothe").

## Personnalités
- Friedrich von Eisenhart (de) (1769-1839), général de division prussien
- Artur von Eisenhart-Rothe (1858-1939), lieutenant général prussien
- Ernst von Eisenhart-Rothe (de) (1862-1947), général d'infanterie allemand et écrivain militaire
- Ernst Georg von Eisenhart-Rothe (1890-1987), général de division allemand
- Georg von Eisenhart-Rothe (de) (1849-1942), homme politique prussien et député de la chambre des seigneurs de Prusse
- Gustav von Eisenhart-Rothe (de) (1855-1936), avocat administratif prussien et administrateur de l'arrondissement de Köslin (de)
- Hans von Eisenhart-Rothe (de) (1862-1942), avocat administratif prussien et haut président de la province de Posnanie, président du district de Mersebourg, administrateur de l'arrondissement de Schubin et de l'arrondissement de Bromberg (de)
- Johann von Eisenhart (1733–1804), conseiller de guerre prussien, plus tard policier et président de la ville de Berlin
- Lukas von Eisenhart-Rothe (1859-1924), administrateur de l'arrondissement de Bublitz (de)
- Paul von Eisenhart-Rothe (de) (1857-1923), fonctionnaire provincial prussien et ministre de l'Agriculture
- Alexander von Eisenhart-Rothe (né en 1968), auteur et réalisateur allemand